# جان ماسون
جان ماسون (بالفرنسية: Jean Masson) هو كاتب سيناريو ومحامي وسياسي فرنسي، ولد في 8 سبتمبر 1907 في فرنسا، وتوفي في 10 أغسطس 1964 في فرنسا. حزبياً، نشط في Republican, Radical and Radical-Socialist Party ‏. وقد انتخب رئيس بلدية ‏ وانتخب نائب فرنسي.